# Amt Nienborg
Das Amt Nienborg war ein Amt im Kreis Ahaus in Nordrhein-Westfalen. Im Rahmen der nordrhein-westfälischen Gebietsreform wurde das Amt zum 1. Juli 1969 aufgelöst. 

## Geschichte
Im Rahmen der Einführung der Landgemeindeordnung für die Provinz Westfalen wurde 1844 im Kreis Ahaus die Bürgermeisterei Nienborg in das Amt Nienborg überführt. Dem Amt gehörten die beiden Landgemeinden Heek und Nienborg (im 20. Jahrhundert Wigbold Nienborg) an.
Durch das Gesetz zur Neugliederung von Gemeinden des Landkreises Ahaus wurde das Amt Nienborg zum 1. Juli 1969 aufgelöst.
Seine beiden Gemeinden wurden zur neuen Gemeinde Heek zusammengeschlossen, die auch Rechtsnachfolger des Amtes ist. Seit 1975 gehört die Gemeinde Heek zum Kreis Borken.

### Wappen
| Wappen des früheren Amtes Nienborg | Blasonierung: „Im Zinnenschnitt geteilt von Gold (Gelb) und Rot; aus der Teilungslinie wachsend ein roter dreigeschossiger Turm mit Haubendach, Zinnengalerie und offenen Fenstern; auf dem roten Feld zwei silberne (weiße) Gänse.“ |
| Wappen des früheren Amtes Nienborg | Wappenbegründung: Das Wappen wurde am 4. März 1937 vom Oberpräsidenten der preußischen Provinz Westfalen verliehen. Es zeigt das sogenannte "Castrum Novom" in Nienborg, erbaut von Bischof Hermann II. von Münster, Ende des 12. Jahrhunderts. Wenig später 1308 wurde der Ort Nienborg erstmals erwähnt. Die Gänse stammen aus dem Wappen der amtsangehörigen Gemeinde Heek. |

## Einwohnerentwicklung
| Jahr | Einwohner | Quelle |
| ---- | --------- | ------ |
| 1858 | 3319      | [ 3 ]  |
| 1871 | 3041      | [ 4 ]  |
| 1885 | 2884      | [ 5 ]  |
| 1910 | 3354      | [ 6 ]  |
| 1939 | 4279      | [ 7 ]  |
| 1950 | 5749      | [ 8 ]  |
| 1969 | 6327      | [ 8 ]  |